# M13/40
El tanque M13/40 (“M” de Medio ; medio según los estándares italianos de pesos de tanques de aquel entonces: 13 toneladas era el peso especificado, y 1940 el año del inicio de la producción) fue diseñado para reemplazar a los Fiat L3, Fiat L6/40 y Fiat M11/39 del Ejército italiano al principio de la Segunda Guerra Mundial. Su diseño fue influenciado por el Vickers 6-Ton británico y estaba basado en el chasis modificado del anterior Fiat M11/39. De hecho, la producción del M11/39 fue drásticamente reducida para poder iniciar la producción del M13/40. Aunque fue clasificado como tanque medio, el M13/40 estaba más cerca de un tanque ligero contemporáneo en lo que a blindaje y potencia de fuego respecta. Se produjeron 779 tanques M13/40.

## Características técnicas

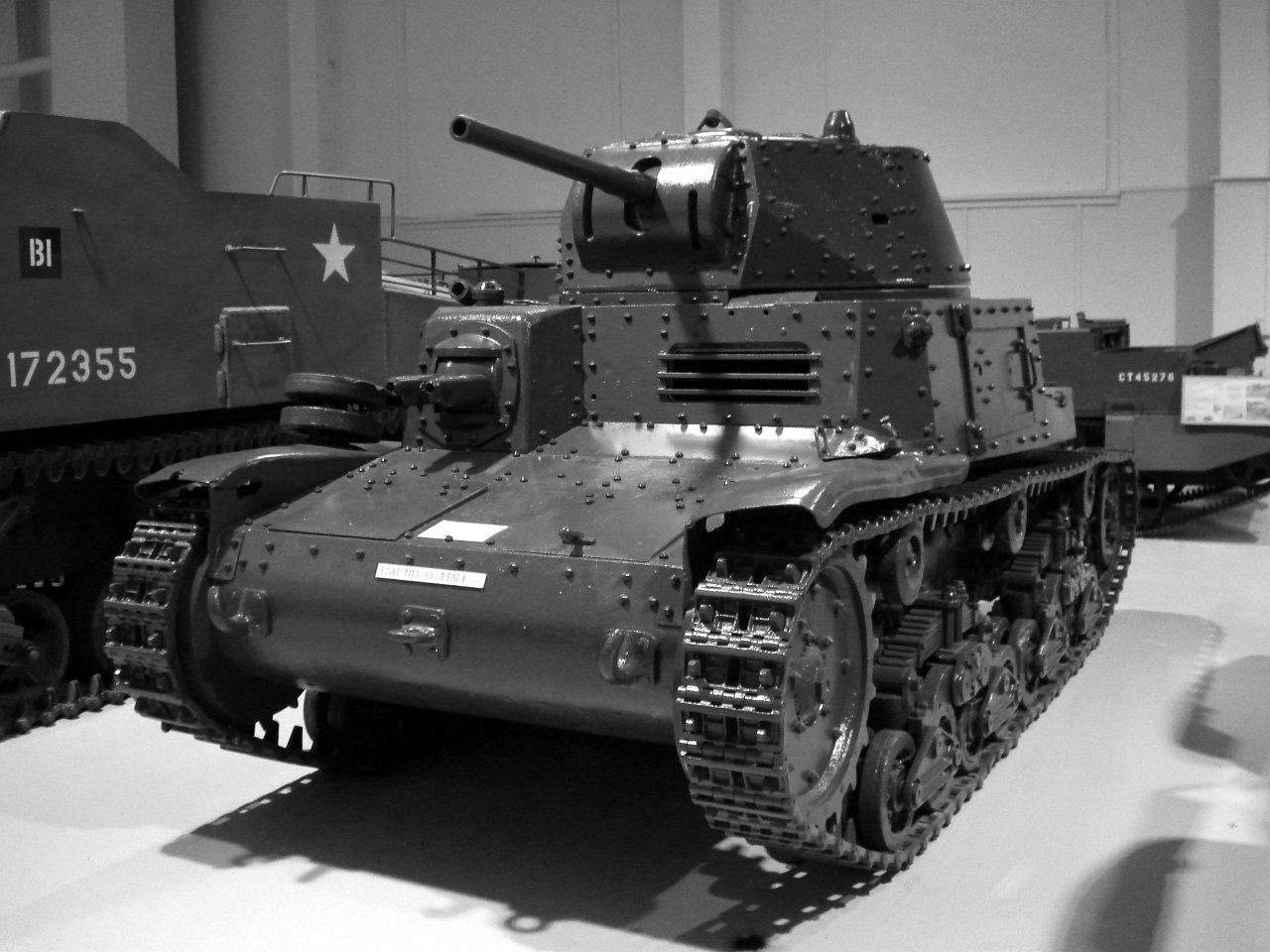
El M13/40 del Museo Militar de la Base Borden, Ontario.

El M13 estaba construido a partir de planchas de acero remachadas, con los siguientes grosores: 30 mm en la parte frontal (en el M11), 42 mm en el mantelete de la torreta (30 mm en el M11), 25 mm en los lados (el M11 solamente tenía 15 mm), 15 mm en la parte superior y solamente 6 mm en el piso (lo cual lo hacía muy vulnerable ante las minas). La tripulación iba en un compartimiento delantero, con el motor atrás y la transmisión adelante. El compartimiento albergaba a la tripulación de 4: el conductor y el operador de radio/ametralladorista en la carrocería, mientras que en la torreta iban el artillero y el comandante.
El sistema de orugas de tipo Vickers tenía dos bogies con ocho pares de ruedas de rodaje en cada lado, que empleaban una suspensión de resorte plano. Las orugas estaban formadas por planchas de acero perforado enlazadas, siendo relativamente estrechas. Se creía que este sistema permitiría una buena movilidad en las zonas montañosas donde tendrían lugar las futuras batallas. Pero como la mayoría de tanques M13 fueron empleados en el desierto, su movilidad dejó mucho que desear. El tanque era propulsado por un motor diésel con una potencia de 125 hp (93 kW). Esto era una innovación que todavía no había sido adoptada por otros países. Los motores diésel eran los más adecuados para su empleo a bordo de tanques, gracias a su bajo consumo, mayor autonomía y menor riesgo de incendio en comparación con los motores de gasolina.
El armamento principal del tanque era un cañón 47/32 de 47 mm. Su proyectil podía atravesar 45 mm de blindaje a 500 metros. Era suficiente para atravesar el blindaje de los tanques ligeros y los tanques Crusader británicos, aunque no el de los tanques pesados. Su dotación de proyectiles era de 104 proyectiles antiblindaje y de alto poder explosivo. El M13 también iba armado con tres o cuatro ametralladoras Breda 38: una coaxial al cañón y dos en la tronera hemisférica delantera. A veces se montaba una cuarta ametralladora sobre un afuste flexible en el techo de la torreta como arma antiaérea. Dos periscopios estaban disponibles para el artillero y el comandante, así como también una radio (en teoría) como equipo estándar.

## Historial de combate
El M13/40 fue utilizado en la campaña griega de 1941 y en la Campaña Nor-Africana.
El M13/40 no fue utilizado en el Frente del Este. Las fuerzas italianas allí fueron equipadas solamente con tanques Fiat L6/40 y Semovente 47/32. El ejército italiano reconoció la debilidad de la potencia de fuego de los M13/40 y empleó al Semovente 75/18 junto a los tanques en sus batallones blindados.

### Primeras operaciones
Los primeros ejemplares de los más de 700 tanques M13/40 fueron suministrados antes del otoño de 1940, a una tasa de producción de 60-70 al mes. Estos fueron enviados al norte de África para enfrentarse a los británicos. Sin embargo, la mayoría de unidades habían sido formadas apresuradamente y les faltaba cohesión. Los tanques no habían sido equipados con radios, lo que representaba una seria desventaja táctica ante enemigos menos equipados. Sus tripulantes casi no tenían entrenamiento, porque en 1940 solamente entrenaban durante 25 días antes de ser enviados al frente. La primera operación fue llevada a cabo por una unidad especial, la Brigada Babini. Al llegar demasiado tarde para tomar parte en la ofensiva de septiembre, esta unidad estaba lista para tomar parte en la Operación Compass de diciembre. Más combates tuvieron lugar en Derna, donde el 5º Batallón había llegado. Los tanques del 3er Batallón también estuvieron presentes cerca de esta posición, en Bardia. En dos días de enfrentamientos (3-4 de enero de 1941), los australianos tuvieron 456 bajas y los italianos perdieron 45.000 hombres (2.000 muertos, 3.000 heridos y 36.000 prisioneros). Del 6 al 7 de febrero, la ofensiva británica avanzó tan lejos que en la batalla de Beda Fomm la Brigada Babini tuvo que abrir una brecha en las líneas británicas para permitir la retirada de las tropas italianas a lo largo de la costa libia. La acción de esta brigada fue valerosa, pero finalmente sin éxito ya que todos los tanques fueron destruidos en combate. Los últimos seis tanques sobrevivientes entraron en un campo cercano al puesto de mando británico y fueron destruidos uno tras otro por un solo cañón QF de 2 libras (40 mm). Muchos tanques M13 fueron destruidos en esta campaña por fuego de artillería, más que por otros tanques. Un buen número de tanques M11 y M13 capturados fueron reutilizados por los australianos (del 6º Regimiento de Caballería de la División Australiana) y los británicos (del 6º Batallón del Real Regimiento de Tanques) hasta la primavera de 1941, cuando se les acabó el combustible y fueron destruidos.

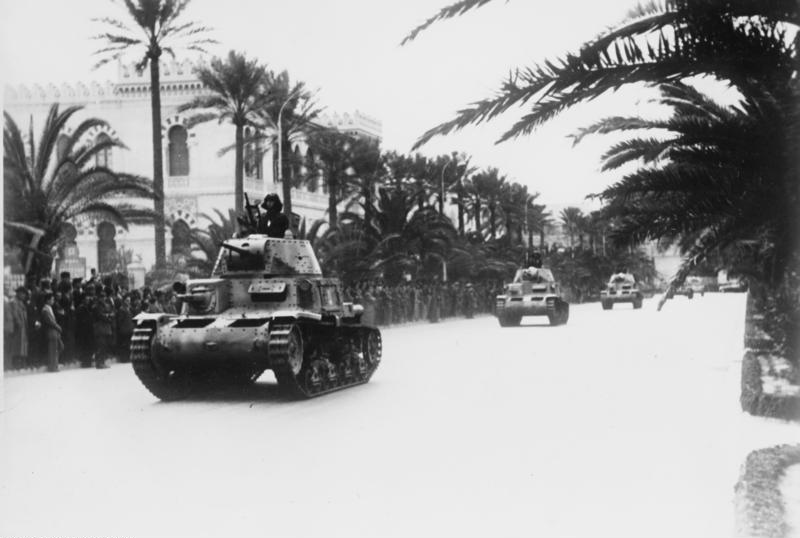
Tanques italianos M13/40 en las calles de Trípoli, 1941.

El M13 también combatió en Grecia, sobre difícil terreno montañoso. Más tarde, en abril de 1941, los M13 de la 132.ª División blindada Ariete tomaron parte en el asedio de Tobruk, con poco éxito contra los tanques Matilda II británicos. La primera operación exitosa del M13 fue la Batalla de Bir-el Gobi.

### Posterior empleo en el norte de África

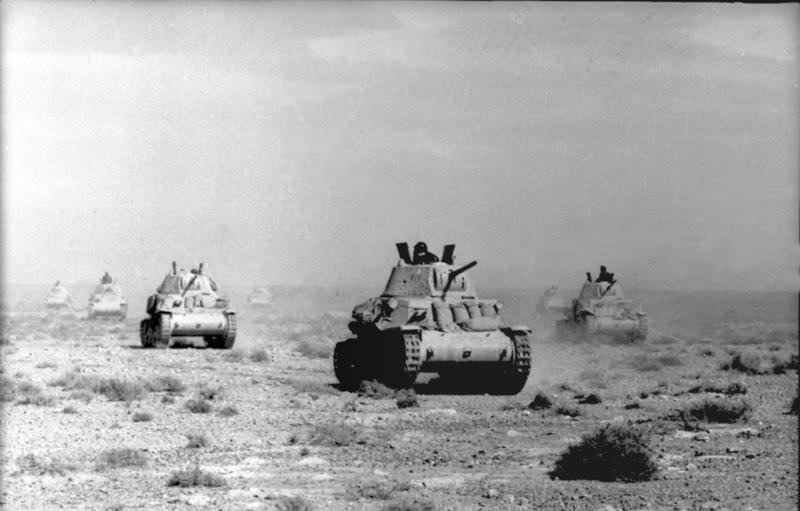
Tanques M13/40 avanzando en el desierto, abril de 1941.

En abril de 1941, a la llegada del Afrika Korps, los italianos tenían unos 240 tanques M13 y M14 sirviendo en la primera línea. En 1942, mientras los Aliados empezaban a desplegar los tanques M3 Grant y Crusader III, junto a los cañones QF de 6 libras en las unidades de infantería, las debilidades del M13 quedaron al descubierto. En un intento de mejorar la protección, varias tripulaciones apilaron sacos terreros o colgaron fragmentos de orugas sobre sus tanques, pero esto hizo que los ya poco móviles tanques sean aún más lentos y aumentaron los problemas de mantenimiento. A pesar de la popularidad de estas prácticas, los comandantes no las aprobaban por la misma razón. Los italianos equiparon al menos una compañía de cada batallón de tanques con cañones autopropulsados Semovente 75/18.
En la segunda Batalla de El Alamein entró en combate el M4 Sherman, mientras que unos 230 tanques M13 aún estaban sirviendo en primera línea. Durante varios días de enfrentamientos, las divisiones Ariete y Littorio fueron empleadas para cubrir la retirada de las tropas italianas y alemanas. La División Centauro fue virtualmente destruida combatiendo en Túnez. Para aquel entonces, los M13/40 y M14/40 estaban completamente desfasados y sus cañones eran inútiles ante los tanques medios M3 Lee y M4 Sherman, salvo disparando a quemarropa. Como los tanques Aliados podían destruir fácilmente un M13/40 desde cierta distancia, los tanquistas italianos recurrieron a dispararles a sus sistemas de suspensión y a las orugas, confiando en el fuego de apoyo de los cañones autopropulsados y la artillería.

### En la posguerra
Durante la guerra árabe-israelí de 1948, dos o tres M13/40 que habían sido abandonados en el norte de África fueron incorporados en el Ejército egipcio. Estos fueron empleados durante las batallas de Negba, donde uno fue puesto fuera de combate y capturado por las tropas israelíes. Por algunos años después de la guerra, el tanque quedó en el kibbutz de Negba como un monumento a la batalla.

## Ventajas y desventajas
El M13/40 era un tanque ligero convencional de inicios de la guerra, con capacidades similares a otros modelos derivados del diseño de Vickers, tales como el 7TP polaco y el T-26 soviético. Con un peso de 13 toneladas, tenía un blindaje comparable al de sus contrapartes de 1940-1941 y suficiente poder de fuego para enfrentarse a los tanques británicos del mismo periodo. El proyectil de alto poder explosivo del cañón principal era útil contra artillería remolcada e infantería. Su motor diésel era ventajoso, ya que su simplicidad de producción se adecuaba a la capacidad de la industria italiana.
Sin embargo, el tanque también tenía serias desventajas: el motor tenía una buena autonomía, pero no era fiable. El motor del M13 era el mismo que el del M11, pero el nuevo tanque era más pesado, por lo cual tenía una menor velocidad y el motor sufría un mayor desgaste. La suspensión y las orugas eran fiables, pero causaban baja velocidad, casi como la de los tanques Matilda II. Su cañón era suficiente en 1940-1941, pero no pudo hacer frente al aumento de blindaje y poder de fuego de los tanques Aliados o alemanes. Su construcción mediante remachado era obsoleta. La mayoría de tanques de la época habían sido construidos mediante soldadura, ya que los remaches pueden fragmentarse al ser impactados por proyectiles y transformarse en esquirlas dentro del tanque. Su torreta con dos hombres era menos eficiente en combate que la torreta con tres hombres empleada en muchos otros tanques de la época. Muchos tanques M13 no estaban equipados con radios.
Los historiadores italianos Filippo Cappellano y Pier Paolo Battistelli han resaltado que el decepcionante desempeño del tanque en las primeras etapas de la guerra, cuando su cañón no era ineficaz, puede deberse al casi nulo entrenamiento de sus tripulantes (el primer centro de entrenamiento de tanquistas se creó en 1941) y su falta de experiencia, aunados a la deficiente doctrina táctica, la falta de radios y el hecho que la mayoría de unidades habían sido formadas apresuradamente y enviadas al frente, además de la falta de vehículos de recuperación. Ellos afirman que, mientras el entrenamiento y la experiencia de los tanquistas italianos iban mejorando durante el conflicto, las desventajas técnicas de sus tanques iban empeorando. En tales condiciones, ellos se asombran que los tanques italianos fueron capaces de combatir por tanto tiempo.
A pesar del endurecimiento de los combates, el M13 fue empleado por Italia hasta el final de la guerra.

## Variantes
El Fiat M14/41 era una variante del mismo tanque con un motor más potente, de 145 caballos de fuerza y mejores filtros de aire para las operaciones en África del Norte. El Semovente Comando M40 era un tanque M13/40 con la torreta reemplazada por una gran escotilla con múltiples cubiertas. La carrocería albergaba radios adicionales y otros equipos de comunicación. La serie de tanques M13/40 fue la más producida por Italia durante la guerra, incluyendo variantes posteriores tales como el M14/41, con más de 3000 unidades producidas. La última versión fue el tanque medio M15/42, que se produjo en 1943, con un mejor motor de gasolina y un cañón más largo. El cañón autopropulsado Semovente 75/18 fue construido utilizando el chasis de un M13/40 o un M14/41.